# Paintgraphic
Paintgraphic (ペイントグラフィック) はファンファーレが開発し、ソースネクストが販売しているグラフィックソフトウェアである。
かつて、ツァイトが開発しアスキーサムシンググッドが販売するグラフィックソフトウェア「SUPER KiD」があったが、開発元のツァイトが倒産した。その上位バージョンの位置づけでファンファーレによって開発され、アスキーサムシンググッドから発売された「ウルトラキッド」が最初のバージョンである。その後、販売元はソースネクストに移り、商品名が変わったが、ファンファーレが継続して開発している。

## バージョン履歴
ウルトラキッド
1997年12月5日、アスキーサムシンググッドから発売。
SUPER KiDの上位バージョンとして開発された。ただしSUPER KiDのファイル形式(zim)には非対応である。
対応OSはWindows 95。
アイフォーの法的整理にともない、2003年9月12日でサポート終了。
ウルトラキッド Ver.2.0
1998年9月11日、アスキーサムシンググッドから発売。
対応OSはWindows 98/Windows 95/Windows NT 4.0。
アイフォーの法的整理にともない、2003年9月12日でサポート終了。
Fanfare Photographer
1999年4月9日、アイフォーから発売。
対応OSはWindows 98/Windows 95/Windows NT 4.0。
アイフォーの法的整理にともない、2003年9月12日でサポート終了。
HYPER KiD インターネットパック
2000年3月17日、アイフォーから発売。「ウルトラキッド」シリーズの最新作と称している。
対応OSはWindows 2000/Windows 98/Windows 95/Windows NT 4.0。
アイフォーの法的整理にともない、2003年9月12日でサポート終了。
The Graphics [ペイント] for Windows
2002年9月20日、アイフォーから発売。「HYPER KiD インターネットパック」 をリファインしたもの。
対応OSはWindows XP/Windows 2000/Windows Me/Windows 98。
Paintgraphic
2004年1月30日、ソースネクストから発売。「HYPER KiD」をベースに一部を仕様変更したもの。
対応OSはWindows XP/Windows 2000/Windows Me/Windows 98。
Paintgraphic2
2007年2月2日、ソースネクストから発売。
ユーザーインターフェースを一新し、デジタルカメラ関連の機能を強化した。
対応OSはWindows Vista/Windows XP/Windows 2000。
Paintgraphic 2 Pro
2010年3月25日、ソースネクストからPaintgraphic Proとして発売。ダウンロード版のみの提供。
2010年7月2日、パッケージ版を追加発売。ダウンロード版も含めて名称をPaintgraphic 2 Proに改題した。
対応OSはWindows 7/Windows Vista/Windows XP。
Paintgraphicシリーズの最上位版としている。
レイヤーをツールボックスから分離することや階層化表示が可能になったほか、テキストデータをラスター化せず保持する機能や、CMYK対応など機能の強化が図られている
Paintgraphic 3
2014年12月18日、ソースネクストから発売。
対応OSはWindows 10/Windows 8.1/Windows 8/Windows 7/Windows Vista。
Paintgraphic 4 Pro
2018年7月13日、ソースネクストから発売。
対応OSはWindows 11/Windows 10/Windows 8.1。
Paintgraphic 5 Pro / Paintgraphic 5 Pro AI
2025年2月18日、ソースネクストから発売。
対応OSはWindows 11/Windows 10。

## 特徴
写真編集ソフトウェアとしては、階調・色調補正などの基本的な機能を多く備えているが、自作ブラシや、 Painter などにも搭載されているイメージホース(複数のイメージの連続を1つのブラシとして用いる)の使用、パスを用いたベクトルデータの作成なども可能であり、ドローツールとしての側面も持ち合わせている。
もともと Photoshop の対抗馬として開発されたソフトの流れをくんでいるため、基本的な写真修正の機能がまんべんなく盛り込まれており、かつ画像処理が最大限しやすいように配慮されている。例として、多くのグラフィックソフトではウィンドウ内にカラーパレットやレイヤー、あるいはブラシなどの、多数のサブウィンドウを展開させており編集領域を狭めることがしばしばあるが、当ソフトではツールボックスとして、画面右に1つのウィンドウとしてまとめて表示している(ツールボックスからカーソルが外れると自動的に非表示になるよう設定できる)ため、有効な編集領域が確保しやすいということが挙げられる。